# Wurfbainia palawanensis
Wurfbainia palawanensis là một loài thực vật có hoa trong họ Gừng. Loài này được Adolph Daniel Edward Elmer mô tả khoa học đầu tiên năm 1915 dưới danh pháp Amomum palawanense. Năm 2018, Jana Leong-Škorničková & Axel Dalberg Poulsen phục hồi chi Wurfbainia và xếp nó trong chi này.

## Phân bố
Plants of the World Online cho rằng loài này có ở Palawan, Philippines.